# Hidria

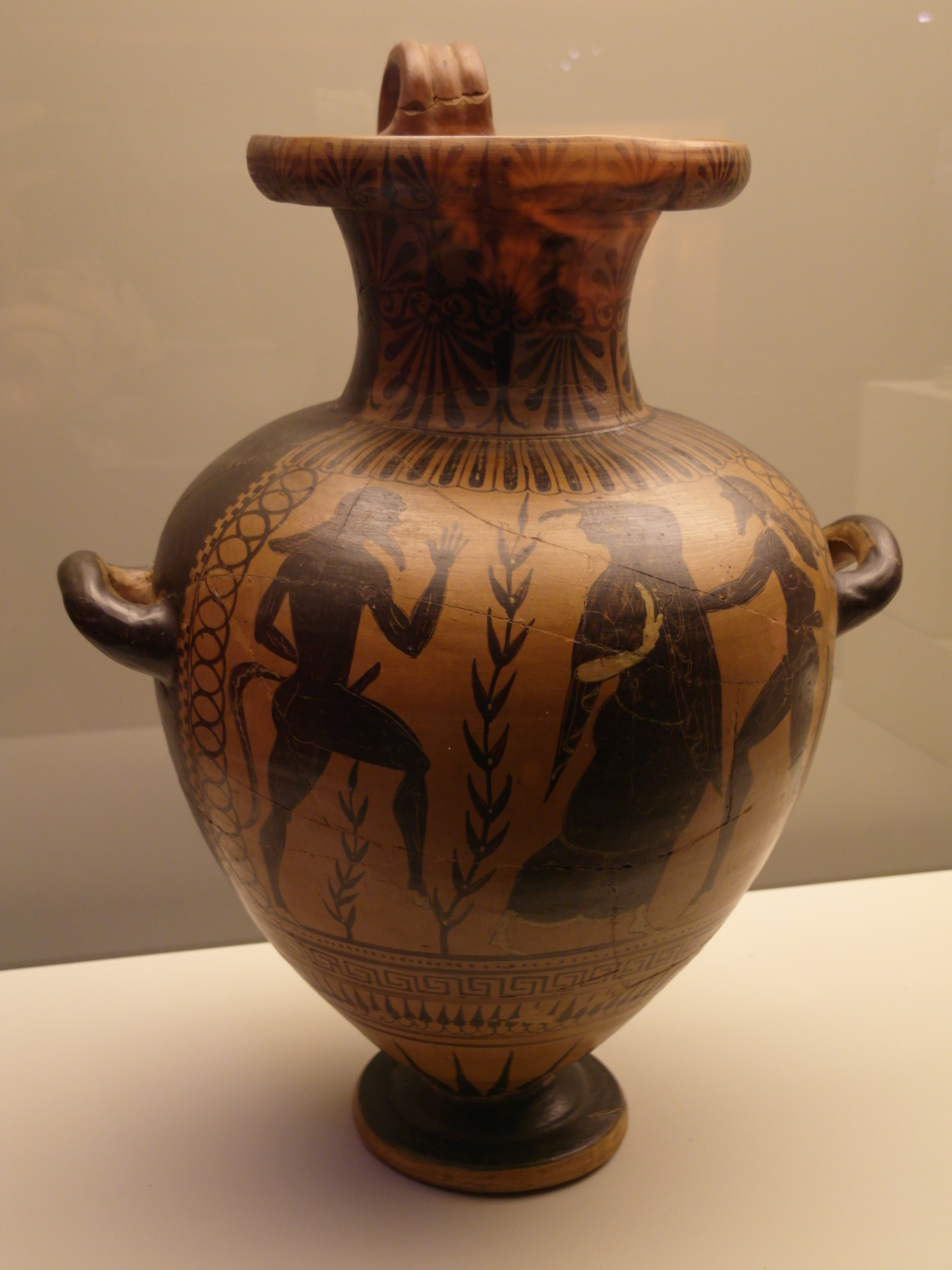
Hidria con ménades y sátiros.

Una hidria es una vasija de cerámica de la Antigua Grecia usada para contener agua y con un diseño similar al del stamnos. Su característica definidora es que disponía de tres asas, dos paralelas y pequeñas en el vientre del recipiente para verter el agua y una tercera mayor y vertical, situada en el cuello, para su transporte. Localizada en el periodo arcaico y en el siglo IV a. C., puede hallarse tanto en el estilo de figuras rojas como de figuras negras, incluyendo escenas de la mitología griega.
A mediados del siglo V a. C., los artesanos fabricaron hidrias de bronce decoradas con figuras muy detalladas. Algunos vasos revelan el papel asignado a las mujeres y a los hombres.